# Reveriano Soutullo Otero

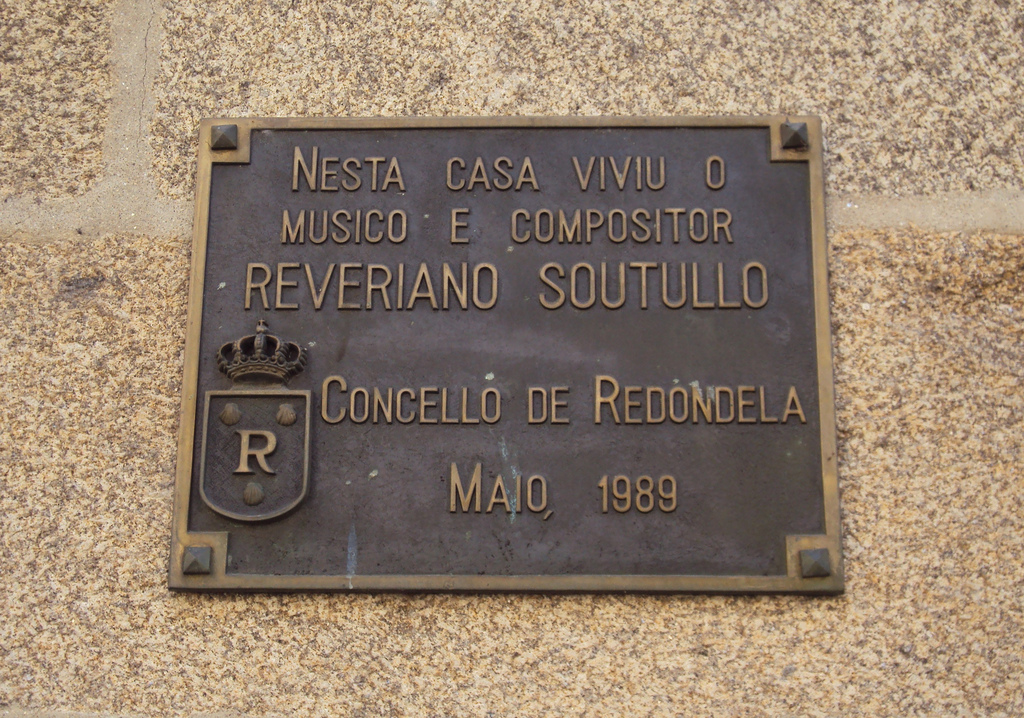
Placa que recorda la casa on va viure

Reveriano Soutullo Otero (Ponteareas, 11 de juliol de 1884 - Vigo, 29 d'octubre de 1932) va ser un compositor espanyol de sarsuela. La part més destacable de la seua producció la va compondre en col·laboració amb Joan Vert.

## Biografia
Era fill de Manuel Soutullo Palenzuela, ferrer, i Carolina Otero Parga, sent el quart d'onze germans. Va començar a estudiar música amb son pare, que era director de la banda de Redondela. Posteriorment va estudiar amb Segundo Fernández Cid, director de la banda de Ponteareas. La seua infantesa la va passar entre Ponteatreas i Redondela.
L'any 1896 va ingressar com a cornetí de la banda militar del Regiment Múrcia 37, de la ciutat de Vigo, on passaria quatre anys i tindria oportunitat d'apliar els seus estudis musicals de la mà del director de la banda, el mestre Cetina.
L'any 1897 va ser nomenat director de l'orfeó de Tui. Després de llicenciar-se de l'exèrcit i passar una temporada lligat a la banda de O Porriño, decideix traslladar-se a Madrid per a continuar els seus estudis al Conservatori, on va ingressar l'any 1900. Al conservatori va donar prova de la seua brillantesa com a estudiant, fent tres cursos d'harmonia en un any amb la màxima qualificació. Va matricular-s'hi de composició amb Tomás Fernández Grajal, i es va graduar l'any 1905 amb premi final en aquesta matèria, concedit per un tribunal presidit per Tomás Bretón, amb el poema simfònic La corte de don Rodrigo en plena orgía i l'escena religiosa Tota pulchra est Maria.
L'any 1905 es va casar amb la viguesa Juana Meis Beiro. Arran del naixement del primer fill, la seua muller va perdre la vida. Posteriorment Soutullo es casaria amb Victoria San Emeterio, amb la qual va tenir cinc fills.
El premi de composició del conservatori de Madrid va tenir un gran ressò a Vigo, cosa que li va permetre estrenar-hi la seua primera obra lírica, la sarsuela El regreso, al Teatre Tamberlick de la ciutat gallega.
Fins a l'any 1919, en què va iniciar la seua fructífera col·laboració amb Joan Vert, Soutullo va estrenar nombroses sarsueles, en solitari o en col·laboració amb altres músics. Així mateix va donar a la impremta nombroses peces de saló per a piano i cant, i obres per a banda de música. L'any 1918 va col·laborar de manera anònima amb Pablo Luna en un dels gran èxits del mestre aragonès: El niño judío. Amb Vert va constituir un tàndem de compositors que va donar als escenaris més d'una vintena d'obres líriques, entre sarsueles, operetes i revistes i que va atènyer èxits perdurables. Entre les obres més recordades de Soutullo i Vert cal esmentar La leyenda del beso i La del soto del parral. La seua darrera col·laboració va ser la sarsuela en dos actes Marcha de honor o Los dragones, estrenada dos mesos després de la mort de Vert.
L'any 1931 va crear una companyia de sarsuela amb el tenor Pepe Romeu, però la projectada gira per Espanya va fracassar.
Arran d'una operació de l'oïda dreta, per guarir una sordesa, va patir una intoxicació per l'èter de l'anestèsia, el que li va provocar una broncopneumònia que li va causar la mort pocs dies després de la intervenció, el 29 d'octubre de 1932. Està enterrat al Cementiri de l'Almudena de Madrid. A la casa on va viure a Madrid, al número 7 del carrer d'Apodaca, la Societat General d'Autors hi va posar una placa commemorativa.

## Obres
(Llista no exhaustiva)

### Sarsueles
- 1906 El regreso - llibret: Antonio Fernández Arreo
- 1907 El tío Lucas
- 1907 Don Simón pagalotodo (en col·laboració amb Lorenzo Andreu Cristóbal) - llibret:Enrique Ramos Padilla i Joaquín Prats Peralta
- 1909 La siega (en col·laboració amb Lorenzo Andreu Cristóbal) - llibret: Gonzalo Cantó
- 1909 La serenata del pueblo (en col·laboració amb Lorenzo Andreu Cristóbal) - llibret: Gonzalo Cantó i Rafael de Santa Ana
- 1910 La pelirroja (en col·laboració amb Lorenzo Andreu Cristóbal) - llibret: antonio M. Escamilla
- 1911 La paloma del barrio - llibret: Gonzalo Cantó i Enrique Calonge
- 1914 Los zuecos de la Maripepa
- 1914 El cofrade Matías - llibret: Enrique Calonge i Enrique Reoyo
- 1915 Amores de aldea (en col·laboració amb Pablo Luna) - llibret: Juan Gómez Renovales i Francisco García Pacheco
- 1916 La giraldina - Juan Gómez Renovales i Francisco García Pacheco
- 1916 Don Juanito y su escudero - llibret: Enrique Calonge i Enrique Reoyo
- 1916 La guitarra del mar (en col·laboració amb Bretón, Giménez, Vives, Barrera, Luna, Villa, Bru i Anglada) - llibret: Guillermo Perrín i Miguel Palacios
- 1919 El capricho de una reina (en col·laboració amb: Joan Vert) - llibret: Antonio Paso i Antonio Vidal y Moya
- 1919 Como los ojos de mi morena (en col·laboració amb Eduard Granados, Guridi, Vert, Luna, Guerrero, Alonso, Moreno Torroba i Pérez Rosillo) - llibret: Francisco Casares i José María Quílez
- 1919 La pitusilla (en col·laboració amb Ignacio Barba - llibret: Enrique Calonge
- 1919 La Garduña (en col·laboració amb: Joan Vert) - llibret: Antonio Paso i José Rosales Méndez
- 1920 La Guillotina (en col·laboració amb: Joan Vert) - llibret: Pastor
- 1920 Guitarras y bandurrias (en col·laboració amb: Joan Vert) - llibret: Francisco García Pacheco i Antonio Paso
- 1921 Los hombrecitos (en col·laboració amb: Joan Vert) - llibret: Enrique Calonge
- 1921 La Paloma del barrio (en col·laboració amb: Joan Vert)
- 1921 Las perversas (en col·laboració amb: Joan Vert) - llibret: Alfonso Lapena Casañas i Alfonso Muñoz
- 1922 La venus de Chamberí (en col·laboració amb: Joan Vert) - llibret: Fernando Luque
- 1923 Rosa de Flandes, sarsuela composta en col·laboració amb el mestre  Enrique Estela.
- 1923 La conquista del mundo (en col·laboració amb: Joan Vert) - llibret: Fernando Luque
- 1923 La piscina del Buda (en col·laboració amb: Joan Vert i Vicent Lleó) - llibret: Antonio Paso i Joaquín Dicenta
- 1923 El regalo de boda (en col·laboració amb: Joan Vert) - llibret: Fernando Luque
- 1924 La leyenda del beso (en col·laboració amb: Joan Vert) - llibret: Enrique Reoyo, Antonio Paso i Silva Aramburu
- 1924 La chica del sereno (en col·laboració amb: Joan Vert)
- 1925 La casita del guarda (en col·laboració amb: Joan Vert) - llibret: Enrique Calonge
- 1925 Primitivo y la Gregoria o el amor en la Prehistoria (en col·laboració amb: Joan Vert) - llibret: Fernando Luque i Enrique Calonge
- 1925 Encarna, la misterio (en col·laboració amb: Joan Vert) - llibret: Enrique Calonge i Fernando Luque
- 1927 La del soto del Parral (en col·laboració amb: Joan Vert) - llibret: Anselmo C. Carreño i Luis Fernández de Sevilla
- 1927 El último romántico (en col·laboració amb: Joan Vert) - llibret: José Tellaeche
- 1930 Las Pantorrillas (en col·laboració amb: Joan Vert) - llibret: Joaquin Mariño i Francisco García Laygorri
- 1931 Marcha de honor o Los dragones (en col·laboració amb: Joan Vert) - llibret: Alfonso Lapena i Leandro Blanco

### Altres obres líriques
- 1919 Justicias y ladrones, opereta (en col·laboració amb: Joan Vert)
- 1928 Las Maravillosas, revista (en col·laboració amb: Joan Vert) - llibret: Antonio Paso i Tomás Borrás
- 1930 Las bellezas del mundo (en col·laboració amb: Joan Vert) - llibret: Antonio Paso, Tomás Borrás i Manuel Paso Andrés